# Dent du Géant
De Dent du Géant (Italiaans: Dente del Gigante) is een 4013 meter hoge bergtop op de grens van Frankrijk en Italië.
De top ligt in het centrale deel van het Mont Blancmassief en is het best te zien vanaf de Italiaanse zijde. De Dent du Géant is meteen herkenbaar aan zijn markante naaldvormige vorm. Hij ligt ten westen van de messcherpe bergraat van de Aiguille de Rochefort (4001 m). De beklimming van de top begint vaak vanuit de Italiaanse berghut Rifugio Torino (3371 m) die te bereiken is met een kabelbaan vanuit Courmayeur.
Ten westen van de berg liggen de gletsjer Glacier du Geant en de 3359 meter hoge Colle du Geant waarover het kabelbaantraject Courmayeur - Punta Helbronner - Aiguille du Midi - Chamonix-Mont-Blanc loopt.